# Lodewijk van Heeckeren van de Cloese
Pour les articles homonymes, voir Van Heeckeren.
Le baron Lodewijk van Heeckeren van de Cloese, né à Hummelo le 6 septembre 1768 et mort à Velp le 19 novembre 1831, est un militaire et homme politique néerlandais. Il est le frère de Evert Frederik van Heeckeren.

## Biographie
(septembre 2016).
Louis, baron de Heeckeren de Cloese  fut : 
- Membre du Corps législatif du royaume de Hollande (1806-1810)
- Conservateur des forêts du 31e arrondissement à La Haye (1806-1810)
- Capitaine-général de la chasse (1806-1808)
- Grand officier de la Couronne (1808- )
- Commandant et chef de la milice d'Amsterdam (1809- )

## Distinctions
- Chevalier de l'ordre du Lion néerlandais